# Timotheus Vodička
Timotheus Vodička nebo také Vavřinec Vodička (16. září 1910 Olomouc – 12. května 1967 Olomouc) byl český filosof, katolický spisovatel, redaktor a překladatel.

## Život a působení
Po maturitě roku 1929 studoval filosofii a dějiny světové literatury na Filosofické fakultě univerzity v Brně. Na počátku studia konvertoval ke katolictví, po promoci roku 1937 vstoupil jako novic do benediktinského kláštera v Břevnově, kde přijal řádové jméno Vavřinec, a studoval teologii v Praze. Roku 1941 řád opustil a působil jako redaktor nakladatelství Velehrad, od roku 1946 v nakladatelství Univerzum. Od roku 1948 nemohl publikovat a roku 1953 odešel do důchodu. V roce 1956 se oženil s Marií Rosou Junovou, do té doby hospodyní kněze, spisovatele a básníka Jakuba Demla. S Demlem ostatně Vodička již dříve spolupracoval a byl editorem nových vydání jeho děl. V rámci tohoto vydávání nicméně Demlovo dílo cenzuroval - například tím, že z něj vyřazoval německé verše a odmítal nově vydat Zapomenuté světlo. S Demlem se nakonec v roce 1959 ve zlém rozešel.

## Dílo (výběr)

### Filosofie
- Skryté dějiny v umění, 1935
- Chesterton čili Filosofie zdravého rozumu, 1939
- Řád života. Glosy k praktické filosofii, 1944
- Principy sociální etiky I./II., 1945 a 1946
- Řád morální a řád umělecký, 1948
- Filosofie umění, 1948

### Eseje
- Umění býti žebrákem, 1940
- Jak psáti životy svatých, 1942
- Vítr a voda, 1946
- Krůpěje. Scholia k Řádu života, 1946
- Obraz, maska a pečeť, 1946
- Stavitelé věží, 1947

### Životopisy
- František Sušil, 1946
- Kronika o svaté Johance z Arku, 1947
- Svatý Řehoř Veliký, 1946
- Cesta sv. Terezie Ježíškovy, 1970

Překládal latinskou katolickou literaturu a anglické spisovatele a básníky 19. a 20. století, zejména díla G. K. Chestertona. Vydával dílo J. Demla, sestavil bibliografii J. Floriana a přispíval do mnoha časopisů.